# Bride of Re-Animator
Bride of Re-Animator ist eine 1989 in den USA produzierte Body-Horror-Komödie nach einer Geschichte von H. P. Lovecraft. Er gilt als einer der blutigsten Filme seines Genres, aber auch als schwache Parodie auf Frankensteins Braut. Dies ist die Fortsetzung des Films Re-Animator von 1985, in dem Stuart Gordon Regie führte. 2003 hat Brian Yuzna erneut bei dem dritten Teil Regie geführt, der unter dem Titel Beyond Re-Animator erschien.

## Handlung
Dr. Herbert West und Dr. Dan Cain haben ein Serum entwickelt, mit welchem sie nicht nur Tote wiederbeleben können. Es ermöglicht ihnen, aus allen möglichen und unmöglichen Körperteilen neue, bizarre Lebensformen zu schaffen (wie zum Beispiel ein Augapfel mit fünf menschlichen Fingern als Beinchen). Da sie regelmäßig Leichenteile aus dem Observationsraum des Krankenhauses stehlen, um ihre „Traumfrau“ zusammensetzen zu können, kommt ein Polizist auf ihre Spur, doch dieser ist noch ihr kleinstes Problem, denn der abgetrennte, reanimierte Kopf von Dr. Carl Hill will sich für das rächen, was ihm einstmals die beiden Wissenschaftler angetan haben und es ihnen mit Hilfe einer Zombiearmee heimzahlen.

## Synchronisation
| Rolle              | Darsteller        | Synchronsprecher                           |
| ------------------ | ----------------- | ------------------------------------------ |
| Dr. Herbert West   | Jeffrey Combs     | Wolfgang Jürgen                            |
| Dr. Dan Cain       | Bruce Abbott      | Boris Tessmann                             |
| Lt. Leslie Chapham | Claude Earl Jones | Manfred Reddemann                          |
| Francesca Danelli  | Fabiana Udenio    | Gabriele Libbach                           |
| Dr. Carl Hill      | David Gale        | Christian Ahrens                           |
| Dr. Wilbur Graves  | Mel Stewart       | Rolf Jülich DVD-Nachsynchro: Raimund Krone |

## Information
1990 lief der Film als Deutschlandpremiere in der Originalfassung beim Weekend-of-Fear-Filmfestival in Nürnberg. Danach erschien eine gekürzte Verleih-VHS mit einer Länge von ca. 92 Minuten. Die ungekürzte Unrated-Version geht ca. 97 Minuten. Die R-rated-Version hat dieselbe Laufzeit wie die Unrated-Version, jedoch wurden für diese Version an manchen Stellen alternative Szenen verwendet.
Zudem war der Film bis November 2013 indiziert. Bei einer neuerlichen FSK-Prüfung im selben Monat, wurde der Film dann mit „keine Jugendfreigabe“ freigegeben. Diese gilt sowohl für die R-Rated als auch für die Unrated-Version.

## Kritik
„Sicherlich war es nicht einfach, eine Fortsetzung des wohl wegweisendsten Genrefilms der 80er Jahre zu planen und vor allem dann auch zu realisieren. Man muß jedoch sagen, daß diese Aufgabe von allen Beteiligten gut gelöst wurde. […] Ähnlich wie beim Original steuert die Handlung auf ein blutiges und detailreiches Finale zu, bei dem aber diesmal die ganz kruden Einfälle fehlen. Vielmehr orientiert sich der Schluß an dem 35er-Universal-Klassiker ‚Frankensteins Braut‘ von James Whale, weil auch hier die Schaffung eines weiblichen Geschöpfes zur Katastrophe führt. Obwohl ‚Bride of Re-Animator‘ ganz am Ende die Tür für eine weitere Fortsetzung um H.P.Lovecrafts Figur des Herbert West offenläßt, sei hier empfohlen, darauf zu verzichten, weil ein nochmaliger Glücksgriff wie dieser zweite Teil wohl nicht wiederholbar ist. Eine rote Karte sollte der deutsche Videoanbieter erhalten, der ‚Bride of Re-Animator‘ großspurig unter einer ‚Splatter-Edition‘ herausbringt– allerdings um sechs Minuten gekürzt!“